# Spencer (phim)
Spencer là một bộ phim tiểu sử chính kịch ra mắt năm 2021 được đạo diễn bởi Pablo Larraín và phần biên kịch do Steven Knight đảm nhiệm. Bối cảnh phim lấy mốc thời gian những năm cuối đời của Diana, Vương phi xứ Wales. Phim có sự góp mặt của dàn diễn viên nổi tiếng như Kristen Stewart trong vai nhân vật tiêu đề cùng với Sally Hawkins, Timothy Spall, Sean Harris, Jack Farthing, Richard Sammel, Olga Hellsing, Thomes Doughlas, Amy Mason, Ryan Wichert, John Keogh.
Bộ phim được lên kế hoạch sẽ công chiếu lần đầu tiên trong Liên hoan phim Venice vào tháng 9 năm 2021.

## Giới thiệu
Vào năm 1991, trong kỳ nghỉ Giáng sinh cùng với gia đình hoàng gia tại Dinh thự Sandringham, Diana, Vương phi xứ Wales đã đưa ra quyết định chấm dứt hôn nhân giữa mình và chồng là Charles, Thân vương xứ Wales.

## Diễn viên
- Kristen Stewart vai Diana, Vương phi xứ Wales
- Sally Hawkins vai Maggie
- Jack Farthing vai Charles, Thân vương xứ Wales
- Timothy Spall vai Thiếu tá Gregory
- Sean Harris vai Đầu bếp Darren
- Elizabeth Berrington vai Anne, Vương nữ Vương thất
- Stella Gonet vai Elizabeth II, Nữ vương Anh Quốc
- Olga Hellsing vai Sarah Ferguson, Công tước phu nhân xứ York
- Thomas Douglas vai John Spencer, Bá tước Spencer thứ 8
- Amy Manson vai Anne Boleyn
- Ryan Wichert vai Thượng sĩ Wood
- John Keogh vai Michael
- Michael Epp vai Hạ sĩ quan Jacobs
- Jack Nielen vai Vương tử William, Công tước xứ Cambridge
- Freddie Spry vai Vương tử Harry, Công tước xứ Sussex
- Niklas Kohrt vai Vương tử Andrew, Công tước xứ York
- Wendy Patterson vai Maria
- Ben Plunkett-Reynolds vai Lính bộ binh Brian
- Marianne Graffam vai Bảo mẫu Barbara
- Matthias Wolkowski vai Vương tử Edward, Bá tước xứ Wessex
- Oriana Gordon vai Quý cô Sarah Chatto
- Shaun Lucas vai Nhiếp ảnh gia (không được ghi nhận)

Ngoài ra, còn có sự tham gia của Richard Sammel trong vai diễn không được tiết lộ.

## Sản xuất
Ngày 17 tháng 6, 2020, có thông báo rằng Pable Larraín sẽ ngồi kế đạo diễn của Spencer và vai Diana, Vương phi xứ Wales sẽ do nữ minh tinh Kristen Stewart đảm nhiệm. Ngày 26 tháng 6 cùng năm, tiếp tục có thông tin Neon đã mua bản quyền phim để trở thành nhà phát hành phim ở Hoa Kỳ với trị giá hơn 4 triệu Đô la Mỹ. Việc phân phối phim ở hai nước Vương quốc Liên hiệp Anh - Bắc Ireland và Cộng hòa Liên bang Đức sẽ lần lượt do hai hãng phim STX Entertainment và DCM Film Distribution đảm nhiệm.

### Quay phim
Tháng 1, 2021, công đoạn quay phim chính thức bắt đầu tại Khách sạn Cung điện Kronberg, Đức với sự có mặt của Timothy Spall, Sally Hawkins và Sean Harris tham gia vào dàn diễn viên. Các địa điểm quay khác bao gồm Cung điện Marquardt tại Marquardt, phía bắc của thành phố Potsdam và Lâu đài Nordkirchen.
Vào ngày 25 tháng 3, 2021, quá trình sản xuất phim chuyển đến Vương quốc Anh để quay những cảnh phim cuối cùng và Jack Farthing đã tham gia bộ phim với vai diễn Charles, Thân vương xứ Wales. Cuối cùng, bộ phim đã đóng máy vào ngày 27 tháng 4 cùng năm.
Vị trí soạn nhạc phim sẽ nhà soạn nhạc người Anh - Jonny Greenwood đảm nhiệm.